# Bradwell-on-Sea
Bradwell-on-Sea är en by och en civil parish i Maldon i Essex i England. Orten har 877 invånare (2001).